# Іткулово
Ітку́лово (рос. Иткулово, башк. Этҡол) — присілок у складі Зіанчуринського району Башкортостану, Росія. Входить до складу Абзановської сільської ради.
Населення — 383 особи (2010; 422 в 2002).
Національний склад:
- башкири — 99%